# Юккасъярви
Юккасъярви (швед. Jukkasjärvi) — населённый пункт на севере Швеции. Расположен в коммуне Кируна лена Норрботтен, в 17 км к востоку от города Кируна, на берегу одноимённого озера, через которое протекает река Турнеэльвен. По данным на 2010 год, население составляет 548 человек, по данным на 2000 год, здесь проживал 541 человек.
Первые упоминания относятся к 1554 году. Среди достопримечательностей стоит отметить местную церковь, старейшая часть которой датируется 1607 годом, а также большой ледяной отель — гостиницу, где всё сделано изо льда и снега. 
Название населённого пункта изначально произошло от саамского Čohkkirasjávri, что можно перевести как «озеро сбора»; это объясняется тем, что деревня служила саамским рынком. Первые финноязычные поселенцы, пришедшие сюда в XVII веке, изменили название на Jukkasjärvi.

## Население
| Год  | Население |
| ---- | --------- |
| 1970 | 485       |
| 1975 | 449       |
| 1980 | 685       |
| 1990 | 504       |
| 1995 | 527       |
| 2000 | 541       |
| 2005 | 519       |
| 2010 | 548       |

Источник: